# Partido Socialista Unido
O Partido Socialista Unido (PSU) foi um partido político brasileiro que concorreu às eleições de 1990. Foi registrado provisoriamente em 29 de março de 1990, tendo como presidente Leopoldino Flores Valença.
O partido lançou somente um candidato a deputado federal, no Rio de Janeiro: Walterlei Rodrigues Valença, que obteve apenas 225 votos.
Terminado o período de concessão do registro provisório, cuja duração era de doze meses, o partido foi extinto em 29 de março de 1991.